# Урисићи
Урисићи су насељено мјесто у општини Сребреница, Република Српска, БиХ. Према попису становништва из 1991. у насељу је живјело 327 становника.

## Становништво 1991.
По посљедњем службеном попису становништва из 1991. године, насељено мјесто Урисићи имало је 327 становника, сљедећег националног састава:
| Националност       | 1991.        |
| Муслимани          | 326 (99,69%) |
| остали и непознато | 1 (0,31%)    |
| укупно             | 327          |